# Makedonski Brod
Brod (Macedonisch: Македонски Брод) is een stad in het zuid van Noord-Macedonië. Het heeft zo'n 17.000 inwoners2, en bevindt zich op 40.05°NB en 21.57°OL. 1.